# Globo de Ouro de melhor direção
Lista dos diretores de cinema premiados com o prêmio Globo de Ouro de melhor direção. O maior vencedor da categoria é Elia Kazan, que recebeu o prêmio quatro vezes. Ele é procedido por Clint Eastwood, David Lean, Miloš Forman, Oliver Stone e Martin Scorsese, que venceram três vezes cada. Até 2025, Barbra Streisand, Chloé Zhao e Jane Campion foram as únicas mulheres a receberem o prêmio.

## Vencedores
Notas
- "†" indica o vencedor do Óscar de Melhor Realizador (português europeu) ou Oscar de melhor direção. (português brasileiro)
- "‡" indica a nomeação para o Óscar de Melhor Realizador / Melhor Direção

### Anos 1940
- 1943 - Henry King por The Song of Bernadette
- 1944 - Leo McCarey por Going My Way
- 1945 - Billy Wilder por The Lost Weekend
- 1946 - Frank Capra por It's a Wonderful Life
- 1947 - Elia Kazan por Gentleman's Agreement
- 1948 - John Huston por The Treasure of the Sierra Madre
- 1949 - Robert Rossen por All the King's Men

### Anos 1950
- 1950 - Billy Wilder por Sunset Boulevard
- 1951 - László Benedek por Death of a Salesman
- 1952 - Cecil B. DeMille por The Greatest Show on Earth
- 1953 - Fred Zinnemann por From Here to Eternity
- 1954 - Elia Kazan por On the Waterfront
- 1955 - Joshua Logan por Picnic
- 1956 - Elia Kazan por Baby Doll
- 1957 - David Lean por The Bridge on the River Kwai
- 1958 - Vincente Minnelli por Gigi
- 1959 - William Wyler por Ben-Hur

### Anos 1960
- 1960 - Jack Cardiff por Sons and Lovers
- 1961 - Stanley Kramer por Judgment at Nuremberg
- 1962 - David Lean por Lawrence of Arabia
- 1963 - Elia Kazan por America, America
- 1964 - George Cukor por My Fair Lady
- 1965 - David Lean por Doctor Zhivago
- 1966 - Fred Zinnemann por A Man for All Seasons
- 1967 - Mike Nichols por The Graduate
- 1968 - Paul Newman por Rachel, Rachel
- 1969 - Charles Jarrott por Anne of the Thousand Days

### Anos 1970
- 1970 - Arthur Hiller por Love Story
- 1971 - William Friedkin, The French Connection
- 1972 - Francis Ford Coppola, The Godfather
- 1973 - William Friedkin por The Exorcist
- 1974 - Roman Polanski por Chinatown
- 1975 - Miloš Forman por One Flew Over the Cuckoo's Nest
- 1976 - Sidney Lumet por Network
- 1977 - Herbert Ross por The Turning Point
- 1978 - Michael Cimino por The Deer Hunter
- 1979 - Francis Ford Coppola por Apocalypse Now

### Anos 1980
- 1980 - Robert Redford por Ordinary People
- 1981 - Mark Rydell por On Golden Pond
- 1982 - Richard Attenborough por Gandhi
- 1983 - Barbra Streisand por Yentl
- 1984 - Miloš Forman por Amadeus
- 1985 - John Huston por Prizzi's Honor
- 1986 - Oliver Stone por Platoon
- 1987 - Bernardo Bertolucci por The Last Emperor
- 1988 - Clint Eastwood por Bird
- 1989 - Oliver Stone por Born on the Fourth of July

### Anos 1990
- 1990 - Kevin Costner por Dances with Wolves
- 1991 - Oliver Stone por JFK
- 1992 - Clint Eastwood por Unforgiven
- 1993 - Steven Spielberg por Schindler's List
- 1994 - Robert Zemeckis por Forrest Gump
- 1995 - Mel Gibson por Braveheart
- 1996 - Miloš Forman por The People vs. Larry Flynt
- 1997 - James Cameron por Titanic
- 1998 - Steven Spielberg por Saving Private Ryan
- 1999 - Sam Mendes por American Beauty

### Anos 2000
| Ano  | Diretores                     | Filme                                             |
| ---- | ----------------------------- | ------------------------------------------------- |
| 2000 | Ang Lee ‡                     | Wo hu cang long (Crouching Tiger, Hidden Dragon)  |
| 2000 | Ridley Scott ‡                | Gladiator                                         |
| 2000 | Steven Soderbergh             | Erin Brockovich                                   |
| 2000 | Steven Soderbergh †           | Traffic                                           |
| 2000 | István Szabó                  | Sunshine                                          |
| 2001 | Robert Altman ‡               | Gosford Park                                      |
| 2001 | Ron Howard †                  | A Beautiful Mind                                  |
| 2001 | Peter Jackson ‡               | The Lord of the Rings: The Fellowship of the Ring |
| 2001 | Baz Luhrmann                  | Moulin Rouge!                                     |
| 2001 | David Lynch ‡                 | Mulholland Drive                                  |
| 2001 | Steven Spielberg              | A.I. Artificial Intelligence                      |
| 2002 | Martin Scorsese ‡             | Gangs of New York                                 |
| 2002 | Stephen Daldry ‡              | The Hours                                         |
| 2002 | Peter Jackson                 | The Lord of the Rings: The Two Towers             |
| 2002 | Spike Jonze                   | Adaptation.                                       |
| 2002 | Rob Marshall ‡                | Chicago                                           |
| 2002 | Alexander Payne               | About Schmidt                                     |
| 2003 | Peter Jackson †               | The Lord of the Rings: The Return of the King     |
| 2003 | Sofia Coppola ‡               | Lost in Translation                               |
| 2003 | Clint Eastwood ‡              | Mystic River                                      |
| 2003 | Anthony Minghella             | Cold Mountain                                     |
| 2003 | Peter Weir ‡                  | Master and Commander: The Far Side of the World   |
| 2004 | Clint Eastwood †              | Million Dollar Baby                               |
| 2004 | Marc Forster                  | Finding Neverland                                 |
| 2004 | Mike Nichols                  | Closer                                            |
| 2004 | Alexander Payne ‡             | Sideways                                          |
| 2004 | Martin Scorsese ‡             | The Aviator                                       |
| 2005 | Ang Lee †                     | Brokeback Mountain                                |
| 2005 | Woody Allen                   | Match Point                                       |
| 2005 | George Clooney ‡              | Good Night, and Good Luck.                        |
| 2005 | Peter Jackson                 | King Kong                                         |
| 2005 | Fernando Meirelles            | The Constant Gardener                             |
| 2005 | Steven Spielberg ‡            | Munich                                            |
| 2006 | Martin Scorsese †             | The Departed                                      |
| 2006 | Clint Eastwood                | Flags of Our Fathers                              |
| 2006 | Clint Eastwood ‡              | Letters from Iwo Jima                             |
| 2006 | Stephen Frears ‡              | The Queen                                         |
| 2006 | Alejandro González Iñárritu ‡ | Babel                                             |
| 2007 | Julian Schnabel ‡             | The Diving Bell and the Butterfly                 |
| 2007 | Tim Burton                    | Sweeney Todd: The Demon Barber of Fleet Street    |
| 2007 | Joel Coen & Ethan Coen †      | No Country for Old Men                            |
| 2007 | Ridley Scott                  | American Gangster                                 |
| 2007 | Joe Wright                    | Atonement                                         |
| 2008 | Danny Boyle †                 | Slumdog Millionaire                               |
| 2008 | Stephen Daldry ‡              | The Reader                                        |
| 2008 | David Fincher ‡               | The Curious Case of Benjamin Button               |
| 2008 | Ron Howard ‡                  | Frost/Nixon                                       |
| 2008 | Sam Mendes                    | Revolutionary Road                                |
| 2009 | James Cameron ‡               | Avatar                                            |
| 2009 | Kathryn Bigelow †             | The Hurt Locker                                   |
| 2009 | Clint Eastwood                | Invictus                                          |
| 2009 | Jason Reitman ‡               | Up in the Air                                     |
| 2009 | Quentin Tarantino ‡           | Inglourious Basterds                              |

### Anos 2010
| Ano  | Diretores                     | Filme                                           |
| ---- | ----------------------------- | ----------------------------------------------- |
| 2010 | David Fincher ‡               | The Social Network                              |
| 2010 | Darren Aronofsky ‡            | Black Swan                                      |
| 2010 | Tom Hooper †                  | The King's Speech                               |
| 2010 | Christopher Nolan             | Inception                                       |
| 2010 | David O. Russell ‡            | The Fighter                                     |
| 2011 | Martin Scorsese ‡             | Hugo                                            |
| 2011 | Woody Allen ‡                 | Midnight in Paris                               |
| 2011 | George Clooney                | The Ides of March                               |
| 2011 | Michel Hazanavicius †         | The Artist                                      |
| 2011 | Alexander Payne ‡             | The Descendants                                 |
| 2012 | Ben Affleck                   | Argo                                            |
| 2012 | Kathryn Bigelow               | Zero Dark Thirty                                |
| 2012 | Ang Lee †                     | Life of Pi                                      |
| 2012 | Steven Spielberg ‡            | Lincoln                                         |
| 2012 | Quentin Tarantino             | Django Unchained                                |
| 2013 | Alfonso Cuarón †              | Gravity                                         |
| 2013 | Steve McQueen ‡               | 12 Years a Slave                                |
| 2013 | David O. Russell ‡            | American Hustle                                 |
| 2013 | Paul Greengrass               | Captain Phillips                                |
| 2013 | Alexander Payne ‡             | Nebraska                                        |
| 2014 | Richard Linklater ‡           | Boyhood                                         |
| 2014 | Alejandro González Iñárritu † | Birdman or (The Unexpected Virtue of Ignorance) |
| 2014 | David Fincher                 | Gone Girl                                       |
| 2014 | Wes Anderson ‡                | The Grand Budapest Hotel                        |
| 2014 | Ava DuVernay                  | Selma                                           |
| 2015 | Alejandro González Iñárritu † | The Revenant                                    |
| 2015 | Todd Haynes                   | Carol                                           |
| 2015 | George Miller ‡               | Mad Max: Fury Road                              |
| 2015 | Ridley Scott                  | The Martian                                     |
| 2015 | Tom McCarthy ‡                | Spotlight                                       |
| 2016 | Damien Chazelle †             | La La Land                                      |
| 2016 | Tom Ford                      | Nocturnal Animals                               |
| 2016 | Mel Gibson ‡                  | Hacksaw Ridge                                   |
| 2016 | Barry Jenkins ‡               | Moonlight                                       |
| 2016 | Kenneth Lonergan ‡            | Manchester by the Sea                           |
| 2017 | Guillermo del Toro †          | The Shape of Water                              |
| 2017 | Martin McDonagh               | Three Billboards Outside Ebbing, Missouri       |
| 2017 | Christopher Nolan ‡           | Dunkirk                                         |
| 2017 | Ridley Scott                  | All the Money in the World                      |
| 2017 | Steven Spielberg              | The Post                                        |
| 2018 | Alfonso Cuarón †              | Roma                                            |
| 2018 | Adam McKay ‡                  | Vice                                            |
| 2018 | Bradley Cooper                | A Star Is Born                                  |
| 2018 | Peter Farrelly                | Green Book                                      |
| 2018 | Spike Lee ‡                   | BlacKkKlansman                                  |
| 2019 | Sam Mendes ‡                  | 1917                                            |
| 2019 | Martin Scorsese ‡             | The Irishman                                    |
| 2019 | Bong Joon-ho †                | Gisaengchung (Parasite)                         |
| 2019 | Todd Phillips ‡               | Joker                                           |
| 2019 | Quentin Tarantino ‡           | Once Upon a Time in Hollywood                   |

### Anos 2020
| Ano  | Diretores                        | Filme                             |
| ---- | -------------------------------- | --------------------------------- |
| 2020 | Chloé Zhao †                     | Nomadland                         |
| 2020 | Aaron Sorkin                     | The Trial of the Chicago 7        |
| 2020 | David Fincher ‡                  | Mank                              |
| 2020 | Emerald Fennell ‡                | Promising Young Woman             |
| 2020 | Regina King                      | One Night in Miami...             |
| 2021 | Jane Campion †                   | The Power of the Dog              |
| 2021 | Denis Villeneuve                 | Dune                              |
| 2021 | Kenneth Branagh ‡                | Belfast                           |
| 2021 | Maggie Gyllenhaal                | The Lost Daughter                 |
| 2021 | Steven Spielberg ‡               | West Side Story                   |
| 2022 | Steven Spielberg ‡               | The Fabelmans                     |
| 2022 | James Cameron                    | Avatar: The Way of Water          |
| 2022 | Baz Luhrmann                     | Elvis                             |
| 2022 | Martin McDonagh ‡                | The Banshees of Inisherin         |
| 2022 | Daniel Kwan e Daniel Scheinert † | Everything Everywhere All at Once |
| 2023 | Christopher Nolan †              | Oppenheimer                       |
| 2023 | Yorgos Lanthimos ‡               | Poor Things                       |
| 2023 | Martin Scorsese ‡                | Killers of the Flower Moon        |
| 2023 | Bradley Cooper                   | Maestro                           |
| 2023 | Greta Gerwig                     | Barbie                            |
| 2023 | Celine Song                      | Past Lives                        |
| 2024 | Brady Corbet                     | The Brutalist                     |
| 2024 | Sean Baker                       | Anora                             |
| 2024 | Payal Kapadia                    | All We Imagine as Light           |
| 2024 | Edward Berger                    | Conclave                          |
| 2024 | Coralie Fargeat                  | The Substance                     |
| 2024 | Jacques Audiard                  | Emilia Pérez                      |